# Wells Fargo Plaza (Houston)
Wells Fargo Plaza – wieżowiec w Houston w Stanach Zjednoczonych. Został zaprojektowany przez Lloyd Jones Brewer & Associates i Skidmore, Owings & Merrill. Jego budowa rozpoczęła się w roku 1979, a zakończyła w 1983. W chwili oddania do użytku był to jeden z 10 najwyższych budynków (miejsce 8.), oraz 2. w Houston. Przewyższa go  JPMorganChase Tower. Ma 302 metry wysokości i 71 pięter nadziemnych. Pod ziemią znajdują się jeszcze 4 kondygnacje. Budynek ten znajduje się na liście 100 najwyższych na świecie. Jego całkowita powierzchnia wynosi 157 930 m². Wykonano go głównie ze stali, betonu i szkła. Budynek ten jest wykorzystywany w celach biurowych, handlowych,oraz jako punkt obserwacyjny (znajdują się tutaj 2 dwupiętrowe poziomy obserwacyjne, na  34/35 i 57/58, które są otwarte dla zwiedzających w godzinach pracy biur). Znajduje się tutaj także duży parking.